# ديفيد وير (صحفي)
ديفيد وير (بالإنجليزية: David Weir)‏ هو صحفي أمريكي، ولد في 10 أبريل 1939.